# نانی گالی
جووانی جوزپ گیلبرتو "نانی" گالی (ایتالیایی: Giovanni Giuseppe Gilberto "Nanni" Galli؛ زادهٔ ۲ اکتبر ۱۹۴۰ در بولونیا، درگذشتهٔ ۱۲ اکتبر ۲۰۱۹ در پراتو) رانندهٔ مسابقات اتومبیل‌رانی فرمول یک اهل ایتالیا بود که از فصل ۱۹۷۰ تا ۱۹۷۳ در مجموع در ۲۰ گراند پری شرکت کرد، اما موفق به کسب هیچ امتیازی نشد.
گالی در ۱۲ اکتبر ۲۰۱۹ در پراتو درگذشت.